# Ronald Němec
Ronald Němec (* 25. května 1981 Karlovy Vary) je český advokát a lektor na Prague International Business School.

## Život
Vystudoval Fakultu právnickou Západočeské univerzity v Plzni, kde následně získal titul JUDr. s tématem Ochrana osobnosti. Karel Eliáš soukromě po přezkumu doktorské práce Ronalda Němce uvedl, že neodpovídala standardům, které taková práce musí mít.
Následně nastoupil jako doktorandský student na Právnickou fakultu Univerzity Karlovy, kde obhájil pod vedením Aleše Gerlocha disertační práci na téma Ochrana osobnosti dle platného práva a právní filozofie. Studia teologie na Katolické teologické fakultě Univerzity Karlovy nedokončil. V roce 2012 začal studovat církevní právo a teologii na univerzitě Jana Pavla II. v Lublinu v Polsku. V roce 2016 získal na této univerzitě titul Mgr. a následně titul ICLic. za téma Vztah kanonického práva a práva České republiky v oblasti majetku.
Šestnáct let byl předsedou Mensy Karlovy Vary. V roce 2016 získal od vydavatelství Economia cenu Inovativní právník. Od roku 2018 je členem výboru pro vnější vztahy České advokátní komory. S Danielou Kovářovou má na starosti celorepublikový projekt Advokáti do škol. Je předsedou spolku Vary pro lidi. Dlouhodobě se zasazuje o založení veřejné univerzity v Karlových Varech. Od roku 2022 jej Česká advokátní komora kooptovala za člena Výboru pro advokátní etiku ČAK a pověřila jej novým projektem Advokátní liga.
Česká advokátní komora mu v roce 2024 udělila ocenění Právník roku v kategorii pro bono za dlouholeté právní služby bez nároku na odměnu pro sociálně slabé klienty.

## Činnost a známé kauzy
Je majitelem advokátní kanceláře Ronald Němec Legal.
V roce 2002 proslul tím, že nechal jako student a člen akademického senátu ZČU vyšetřovat krádež salámu a dvou kusů zeleniny ze společné lednice. Němec ve veřejném oznámení hrozil snímáním otisků prstů celé koleji, avšak od vyšetřování mohlo být upuštěno, pokud by mu pachatel dobrovolně nahradil způsobenou škodu (cca 140 Kč).
Od roku 2012 bezplatně zastupuje ochrnutého kuchaře Gjona Perdedaje. Gjon Perdedaj zachránil stařence život při loupežném přepadení. Byl ale útočníkem natolik zraněn, že ochrnul a takřka nemluví a má velké problémy s motorikou. Stát ale 12 let odmítal vyplatit ochrnutému Perdedajovi jakékoli dávky. Ronald Němec vymohl na státu nejprve invalidní důchod a dávky v hmotné nouzi a následně zvýšení invalidního důchodu, které potvrdila a rozhodnutí osobně přivezla ministryně práce a sociálních věcí Michaela Marksová Tominová.
Dlouhodobě zastupuje v restitučních sporech Rytířský řád křižovníků s červenou hvězdou.
V roce 2018 podal s Dominikem Dukou na Národní divadlo Brno žalobu z důvodu, že respektuje svobodu slova a uměleckého projevu, ale znásilňování muslimské ženy Ježíšem nepovažuje za uměleckou svobodu, ale za zásah do osobnostních práv. Žaloba byla Městským soudem v Brně zamítnuta. Zamítavý rozsudek potvrdil Krajský soud v Brně. Němec Duku zastupoval jako jeho osobní advokát.
Po vypuknutí války na Ukrajině v roce 2022 začal s dalšími organizovat dobrovolnickou hromadnou pomoc pro vojáky na Ukrajině a uprchlíky v Karlovarském kraji.
Dominik Duka Němcovi v roce 2022 udělil Medaili biskupa Antonína Podlahy.